# Canton d'Auxerre-Sud
Le canton d'Auxerre-Sud est une division administrative française du département de l'Yonne.

## Composition
| Nom                 | Code Insee | Intercommunalité  | Superficie (km2) | Population (dernière pop. légale) | Densité (hab./km2) |
| ------------------- | ---------- | ----------------- | ---------------- | --------------------------------- | ------------------ |
| Auxerre (chef-lieu) | 89024      | CA de l'Auxerrois | 49,95            | 34 846 (2016)                     | 698                |
| Chevannes           | 89102      | CA de l'Auxerrois | 23,54            | 2 241 (2014)                      | 95                 |
| Vallan              | 89427      | CA de l'Auxerrois | 11,70            | 679 (2014)                        | 58                 |

Le canton ne comprend qu'une fraction de la commune d'Auxerre (9 929 habitants en 2011).

## Représentation
| Période | Période | Identité             | Étiquette | Qualité                                                   |
| ------- | ------- | -------------------- | --------- | --------------------------------------------------------- |
| 1992    | 1998    | Marie-France Jeanson | RPR       | Enseignante Adjointe au maire d'Auxerre                   |
| 1998    | 2015    | Monique Hadrbolec    | DVG       | Chef d'entreprise Adjointe au maire d'Auxerre (2001-2014) |

## Démographie
| 1999   | 2006   | 2011   | 2012   |
| ------ | ------ | ------ | ------ |
| 12 598 | 13 082 | 12 969 | 12 765 |